# 葡萄ラボ
葡萄ラボ（ぶどうらぼ）は、かつて存在した日本の化粧品会社。
ワインメーカーのメルシャンが特許を保有しているブドウ発芽水及びブドウ由来の原料を使用した化粧品を開発。
インターネット販売等の通販を中心に販売していた。
2007年3月に大手通販会社ニッセン（現：ニッセンホールディングス）が出資。
2011年4月に、ニッセンの化粧品・健康食品の商品開発・研究・製造業務を葡萄ラボに統合し、会社名をnビューティサイエンス（エヌビューティサイエンス）に変更。
2017年3月に解散。

## 沿革
- 2006年 2月 - 会社設立

- 2006年 4月 - 葡萄ラボ uva（ウーヴァ）スキンケアシリーズ発売

- 2006年10月 - 葡萄ラボ セカンドブランド　葡萄伝説シリーズ発売

- 2008年 4月 - 世界初の特許成分ブドウ発芽水をパワーＵＰさせ、uva（ウーヴァ）モイスチャーシリーズ発売

- 2008年 4月 - 葡萄ラボ 葡萄伝説シリーズ、韓国ソウル市内有名バラエティショップ発売開始

- 2008年 9月 - 葡萄ラボ uva（ウーヴァ）からメークシリーズ発売開始

- 2009年 1月 - 葡萄ラボ uva（ウーヴァ）からウォーターシリーズが発売

- 2009年 5月 - 葡萄ラボ　uva（ウーヴァ）からホワイトシリーズ発売

- 2009年 6月 - 葡萄ラボ　uva（ウーヴァ）スキンケアシリーズ、台湾ｍｏｍｏＴＶショッピング発売開始

- 2011年 4月 - ニッセンの化粧品・健康食品の商品開発・研究・製造業務を葡萄ラボに統合し、会社名を株式会社nビューティサイエンスに変更

- 2017年 3月 - 解散